# Blaesoxipha mystica
Blaesoxipha mystica är en tvåvingeart som beskrevs av Thomas Pape 1994. Blaesoxipha mystica ingår i släktet Blaesoxipha och familjen köttflugor. Inga underarter finns listade i Catalogue of Life.